# Liste de semi-marathons
 (octobre 2023).
Liste non exhaustive de semi-marathons organisés à travers le monde :

## Tableau détaillé
| Nom                                   | Ville                | Éditions  | Pays                | Mois      | Début | Part.  | Lien |
| ------------------------------------- | -------------------- | --------- | ------------------- | --------- | ----- | ------ | ---- |
| Semi-marathon de Minsk                | Minsk                |           | Biélorussie         | Septembre | ?     | ?      |      |
| Demi-marathon de Lévis                | Lévis                | 16 (2018) | Canada              | Mai       | 2003  | 5 000  |      |
| 21K Banque Scotia                     | Montréal             | 17 (2018) | Canada              | Avril     | 2002  | 5 000  |      |
| Semi-marathon de Yangzhou             | Yangzhou             | 9 (2014)  | Chine               | Avril     | 2006  | 3 500  |      |
| Semi-marathon de Bogota               | Bogota               | 15 (2014) | Colombie            | Juillet   | 2000  | 45 000 |      |
| Semi-marathon de Copenhague           | Copenhague           |           | Danemark            | Septembre | 2015  | ?      |      |
| Semi-marathon de Ras el Khaïmah       | Ras el Khaïmah       | 8 (2014)  | Émirats arabes unis | Février   | 2007  | 2 000  |      |
| Semi-marathon de Barcelone            | Barcelone            | 25 (2015) | Espagne             | Février   | 1991  | 16 000 |      |
| Semi-marathon de Valence              | Valence              |           | Espagne             | Octobre   | 2006  | ?      |      |
| Semi-marathon de New York             | New York             |           | États-Unis          | Mars      | ?     | ?      |      |
| Auray-Vannes                          | Auray/Vannes         | 44 (2018) | France              | Septembre | 1975  | 4 000  |      |
| Semi-marathon de Boulogne-Billancourt | Boulogne-Billancourt |           | France              | Novembre  | 1997  | 7 065  |      |
| Semi-marathon de la Foulée impériale  | Fontainebleau        |           | France              | Avril     | 1982  | ?      |      |
| Semi-marathon de Lille                | Lille                | 20 (2015) | France              | Septembre | 1996  | ?      |      |
| Semi-marathon de Nice                 | Nice                 | 23 (2014) | France              | Avril     | 1991  | ?      |      |
| Semi-marathon de Paris                | Paris                | 25 (2017) | France              | Mars      | 1993  | 33 000 |      |
| Semi-marathon de Budapest             | Budapest             | 31 (2016) | Hongrie             | Septembre | ?     | ?      |      |
| Semi-marathon de Dublin               | Dublin               |           | Irlande             | Août      | ?     | ?      |      |
| Semi-marathon de Milan                | Milan                |           | Italie              | Mars      | ?     | ?      |      |
| Semi-marathon de Rome-Ostie           | Rome                 | 41 (2015) | Italie              | Mars      | 1974  | 10 000 |      |
| Semi-marathon de Gifu Seiryū          | Gifu                 | 4 (2014)  | Japon               | Mai       | 2011  | ?      |      |
| Semi-marathon de Marugame             | Marugame             |           | Japon               | Février   | 1947  | ?      |      |
| Semi-marathon de Riga                 | Riga                 | 9 (2014)  | Lettonie            | Mai       | 2006  | 3 000  |      |
| Semi-marathon de Marrakech            | Marrakech            | 25 (2014) | Maroc               | Janvier   | 1990  | 3 600  |      |
| Semi-marathon de Poznań               | Poznań               | 10 (2017) | Pologne             | Avril     | 2008  | 10 391 |      |
| Semi-marathon de Varsovie             | Varsovie             | 10 (2015) | Pologne             | Mars      | 2006  | 11 124 |      |
| Semi-marathon de Wrocław              | Wrocław              | 5 (2017)  | Pologne             | Juin      | 2011  | ?      |      |
| Semi-marathon de Lisbonne             | Lisbonne             | 25 (2015) | Portugal            | Mars      | 1991  | 36 000 |      |
| Semi-marathon du Portugal             | Lisbonne             | 15 (2014) | Portugal            | Octobre   | 2000  | 5 000  |      |
| Great Birmingham Run                  | Birmingham           | 7 (2014)  | Royaume-Uni         | Octobre   | 2008  | ?      |      |
| Semi-marathon de Brighton             | Brighton             |           | Royaume-Uni         | Février   | ?     | ?      |      |
| Semi-marathon de Bristol              | Bristol              | 35 (2015) | Royaume-Uni         | Septembre | 1989  | 16 000 |      |
| Great Scottish Run                    | Édimbourg            | 24 (2014) | Royaume-Uni         | Octobre   | 1991  | 9 000  |      |
| Royal Parks Half Marathon             | Londres              | 8 (2015)  | Royaume-Uni         | Octobre   | 2008  | 16 000 |      |
| The Big Half                          | Londres              | 1 (2018)  | Royaume-Uni         | Mars      | 2018  | 11 000 |      |
| Great North Run                       | Newcastle upon Tyne  | 34 (2014) | Royaume-Uni         | Septembre | 1981  | 54 000 |      |
| Greifenseelauf                        | Lac de Greifen       | 35 (2014) | Suisse              | Septembre | 1980  | ?      |      |
| Semi-marathon de České Budějovice     | České Budějovice     | 3 (2014)  | Tchéquie            | Juin      | 2012  | ?      |      |
| Semi-marathon de Karlovy Vary         | Karlovy Vary         |           | Tchéquie            | Mai       | ?     | ?      |      |
| Semi-marathon d'Olomouc               | Olomouc              | 5 (2014)  | Tchéquie            | Juin      | 2010  | 3 500  |      |
| Semi-marathon de Prague               | Prague               | 15 (2014) | Tchéquie            | Avril     | 1999  | 13 000 |      |
| Semi-marathon d'Ústí nad Labem        | Ústí nad Labem       | 5 (2015)  | Tchéquie            | Septembre | 2011  | 2 200  |      |
| Semi-marathon de la Marsa             | Tunis                | 7 (2016)  | Tunisie             | Mars      | 2009  | 5 000  |      |